# Olympische Jugend-Winterspiele 2024/Teilnehmer (Südkorea)
| Gelbes Symbol für Goldmedaillen mit stilisierten Olympischen Ringen | Graues Symbol für Silbermedaillen mit stilisierten Olympischen Ringen | Braundes Symbol für Bronzemedaillen mit stilisierten Olympischen Ringen |
| ------------------------------------------------------------------- | --------------------------------------------------------------------- | ----------------------------------------------------------------------- |
| 7                                                                   | 6                                                                     | 4                                                                       |

Südkorea nahm als Gastgeber an den Olympischen Jugend-Winterspielen 2024 mit 101 Athleten teil.

## Medaillen

### Medaillenspiegel
| Rang   | Sportart         | Gold | Silber | Bronze | Gesamt |
| ------ | ---------------- | ---- | ------ | ------ | ------ |
| 1      | Eiskunstlauf     | 2    | —      | —      | 1      |
| 1      | Snowboard        | 2    | —      | —      | 1      |
| 3      | Shorttrack       | 1    | 2      | 2      | 4      |
| 4      | Freestyle-Skiing | 1    | 1      | —      | 2      |
| 5      | Bob              | 1    | —      | —      | 1      |
| 6      | Eisschnelllauf   | —    | 2      | 1      | 3      |
| 7      | Eishockey        | —    | 1      | —      | 1      |
| 8      | Skeleton         | —    | —      | 1      | 1      |
| Gesamt | Gesamt           | 7    | 6      | 4      | 17     |

### Medaillengewinner
| Name/n | Sportart         | Wettkampf              |
| --- | ---------------- | ---------------------- |
| Gold |                  |                        |
| Joo Jae-hee | Shorttrack       | 1500 m                 |
| So Jaeh-wan | Bob              | Monobob                |
| Lee Chae-un | Snowboard        | Slopestyle             |
| Lee Chae-un | Snowboard        | Halfpipe               |
| Lee Yoon-seung | Freestyle-Skiing | Dual Moguls            |
| Kim Hyung-yeom Shin Ji-a Lee Namu / Kim Jinny                                                                                  | Eiskunstlauf     | Teamwettbewerb         |
| Kim Hyung-yeom | Eiskunstlauf     | Einzel                 |
| Silber |                  |                        |
| Jung Hee-dan | Eisschnelllauf   | 500 m                  |
| Kang Min-ji | Shorttrack       | 500 m                  |
| Ahn Se-won Shim Seo-hee Han Ye-jin Han Chae-yeon Kim Ji-min Choi Seo-yoon Park Jung-hyun Lee Chae-won Na Se Young Park Ju-yeon | Eishockey        | 3×3 Frauen             |
| Heo Seok Lim Lee-won | Eisschnelllauf   | Mixed-Staffel          |
| Yun Shin-ee Lee Yoon-seung | Freestyle-Skiing | Mixed Team Dual Moguls |
| Shin Ji-a | Eiskunstlauf     | Einzel                 |
| Bronze |                  |                        |
| Kim Yoo-sung | Shorttrack       | 1500 m                 |
| Jung Jae-hee | Shorttrack       | 500 m                  |
| Shin Seon-ung | Eisschnelllauf   | 500 m                  |
| Shin Yeon-su | Skeleton         | Männer                 |

## Teilnehmer nach Sportart

### Biathlon
| Athleten                                        | Wettbewerbe                           | Zeit        | Fehler          | Rang |
| ----------------------------------------------- | ------------------------------------- | ----------- | --------------- | ---- |
| Frauen                                          |                                       |             |                 |      |
| Kim Min-ji                                      | 6 km Sprint                           | 26:34,2 min | 6 (4+2)         | 70   |
| Kim Min-ji                                      | 10 km Einzel                          | 47:56,3 min | 9 (2+3+2+2)     | 76   |
| Kim Hye-won                                     | 6 km Sprint                           | 24:16,6 min | 4 (2+2)         | 47   |
| Kim Hye-won                                     | 10 km Einzel                          | 43:49,1 min | 3 (1+1+0+1)     | 41   |
| Lee Ju-hee                                      | 6 km Sprint                           | 40:06,3 min | 10 (5+5)        | 92   |
| Lee Ju-hee                                      | 10 km Einzel                          | 46:30,5 min | 4 (0+3+0+1)     | 64   |
| Männer                                          |                                       |             |                 |      |
| Park Min-yong                                   | 7,5 km Sprint                         | 24:22,2 min | 2 (1+1)         | 41   |
| Park Min-yong                                   | 12,5 km Einzel                        | 51:37,9 min | 8 (2+1+1+4)     | 68   |
| Hwang Tae-ryeong                                | 7,5 km Sprint                         | 25:08,9 min | 3 (2+1)         | 59   |
| Hwang Tae-ryeong                                | 12,5 km Einzel                        | 54:35,2 min | 8 (1+2+1+4)     | 84   |
| Cho Na-dan                                      | 7,5 km Sprint                         | 23:45,3 min | 2 (2+0)         | 28   |
| Cho Na-dan                                      | 12,5 km Einzel                        | 45:40,3 min | 2 (1+0+1+0)     | 20   |
| Mixed                                           |                                       |             |                 |      |
| Kim Hye-won Cho Na-dan                          | Single-Mixed-Staffel (6 km + 7,5 km)  | 50:06,5 min | 1+10 (0+3 1+7)  | 19   |
| Kim Hye-won Kim Min-ji Cho Na-dan Park Min-yong | Mixed-Staffel (2 × 6 km + 2 × 7,5 km) | 1:26:20,3 h | 4+16 (2+10 2+6) | 15   |

### Bob
| Athleten     | Lauf 1  | Lauf 1 | Lauf 2  | Lauf 2 | Gesamt      | Gesamt |
| Athleten     | Zeit    | Rang   | Zeit    | Rang   | Zeit        | Rang   |
| ------------ | ------- | ------ | ------- | ------ | ----------- | ------ |
| Frauen       |         |        |         |        |             |        |
| Choi Si-yeon | 57,30 s | 7      | 57,92 s | 7      | 1:55,22 min | 7      |
| Männer       |         |        |         |        |             |        |
| So Jaeh-wan  | 53,80 s | 1      | 54,83 s | 2      | 1:48,63 min | Gold   |

### Curling
| Wettbewerb             | Mixed Team                                                                                        | Mixed Doppel                                                          |
| ---------------------- | ------------------------------------------------------------------------------------------------- | --------------------------------------------------------------------- |
| Athleten               | Kim Dae-hyun Lee So-won Kwon Juni Jang Yu-bin                                                     | Lee Chae-won Lee Ji-hun                                               |
| Vorrunde               | Brasilien 17:1 Italien 5:6 Schweiz 4:8 Großbritannien 2:3 Dänemark 5:4 Kanada 9:7 Deutschland 6:4 | Kanada 5:9 Großbritannien 11:2 Ungarn 4:7 Nigeria 17:1 Tschechien 5:7 |
| Viertelfinale          | ausgeschieden                                                                                     | ausgeschieden                                                         |
| Halbfinale             | ausgeschieden                                                                                     | ausgeschieden                                                         |
| Finale/Spiel um Bronze | ausgeschieden                                                                                     | ausgeschieden                                                         |
| Rang                   | 10                                                                                                | 17                                                                    |

### Eishockey
| Wettbewerb | 3×3 Frauen | Mannschaft Männer |
| ---------- | --- | --- |
| Athleten   | Ahn Se-won Chang Seo-yoon Choi Seo-yoon Kim Ji-min Na Se-young Park Ju-yeon Han Ye-jin Han Yu-an Han Chae-yeon Hong Chae-won Jang Hyeon-jung Shim Seo-hee Park Jung-hyun | Kwak Woo-jin Yeo Jun-jun Lee Hyung-jin Lee Young-min Lee Ji-an Kwak Kyung-min Min Dong-wook Han Sang-yoon Gong Si-wan Park Moo-jin Lim Jae-hoon Ahn Gun-woo Cho Seung-hyun Song Geun-woo Ryu Han-gyeol Kim San Lee Dong-geun Lee Seung-jae |
| Vorrunde   | China (6:3) Australien (12:2) Mexiko (7:0) Türkei (4:1) Italien (6:5) Ungarn (0:16) Niederlande (16:0)                                                                   | Kanada 0:8 (0:3, 0:2, 0:3) Finnland 1:3 (1:1, 0:2, 0:0) |
| Halbfinale | China (6:4) | ausgeschieden |
| Finale     | Ungarn (2:10) | ausgeschieden |
| Rang       | Silber | 6 |

### Eiskunstlauf
| Athleten                                        | Wettbewerb     | Kurzprogramm/-tanz | Kurzprogramm/-tanz | Kür/Kürtanz | Kür/Kürtanz | Gesamt | Gesamt |
| Athleten                                        | Wettbewerb     | Punkte             | Rang               | Punkte      | Rang        | Punkte | Rang   |
| ----------------------------------------------- | -------------- | ------------------ | ------------------ | ----------- | ----------- | ------ | ------ |
| Frauen                                          |                |                    |                    |             |             |        |        |
| Shin Ji-a                                       | Einzel         | 66,48              | 3                  | 125,35      | 2           | 191,83 | Silber |
| Kim Yu-seong                                    | Einzel         | 63,64              | 4                  | 117,89      | 4           | 181,53 | 4      |
| Männer                                          |                |                    |                    |             |             |        |        |
| Kim Hyun-gyeom                                  | Einzel         | 69,28              | 3                  | 147,45      | 1           | 216,73 | Gold   |
| Mixed                                           |                |                    |                    |             |             |        |        |
| Kim Jin-ny Lee Na-mu                            | Eistanz        | 56,58              | 3                  | 82,82       | 5           | 139,40 | 4      |
| Kim Hyung-yeom Shin Ji-a Kim Jin-ny / Lee Na-mu | Teamwettbewerb | —                  | —                  | —           | —           | 13     | Gold   |

### Eisschnelllauf
| Athleten      | Wettbewerb | Zeit        | Rang   |
| ------------- | ---------- | ----------- | ------ |
| Frauen        |            |             |        |
| Jung Hui-dan  | 500 m      | 39,64 s     | Silber |
| Jung Hui-dan  | 1500 m     | 2:10,60 min | 13     |
| Lim Lee-won   | 500 m      | 41,03 s     | 8      |
| Lim Lee-won   | 1500 m     | 2:06,28 min | 6      |
| Männer        |            |             |        |
| Heo Seok      | 500 m      | 37,13 s     | Bronze |
| Heo Seok      | 1500 m     | 1:55,78 min | 10     |
| Shin Seon-ung | 500 m      | 37,507 s    | 8      |
| Shin Seon-ung | 1500 m     | 1:58,52 min | 16     |

| Athleten             | Wettbewerb  | Halbfinale  | Halbfinale | Finale        | Finale        | Rang   |
| Athleten             | Wettbewerb  | Zeit        | Rang       | Zeit          | Rang          | Rang   |
| -------------------- | ----------- | ----------- | ---------- | ------------- | ------------- | ------ |
| Frauen               |             |             |            |               |               |        |
| Jung Hui-dan         | Massenstart | 5:59,24 min | 10         | ausgeschieden | ausgeschieden | 18     |
| Lim Lee-won          | Massenstart | 7:13,01 min | 16         | ausgeschieden | ausgeschieden | 33     |
| Männer               |             |             |            |               |               |        |
| Heo Seok             | Massenstart | 6:19,01 min | 1          | 5:31,29 min   | 9             | 9      |
| Shin Seon-ung        | Massenstart | 5:31,06 min | 7          | 5:32,25 min   | 15            | 15     |
| Mixed                |             |             |            |               |               |        |
| Heo Seok Lim Lee-won | Staffel     | 3:07,84 min | 2          | 3:11,78 min   | 2             | Silber |

### Freestyle-Skiing
| Athleten                    | Wettbewerb             | Gruppenphase | Gruppenphase | Achtelfinale        | Achtelfinale | Achtelfinale | Viertelfinale | Viertelfinale | Viertelfinale | Halbfinale       | Halbfinale    | Halbfinale    | Finale/Kleines Finale | Finale/Kleines Finale | Finale/Kleines Finale | Rang   |
| Athleten                    | Wettbewerb             | Punkte       | Rang         | Gegner              | Punkte       | Rang         | Gegner        | Punkte        | Rang          | Gegner           | Punkte        | Rang          | Gegner                | Punkte                | Rang                  | Rang   |
| --------------------------- | ---------------------- | ------------ | ------------ | ------------------- | ------------ | ------------ | ------------- | ------------- | ------------- | ---------------- | ------------- | ------------- | --------------------- | --------------------- | --------------------- | ------ |
| Frauen                      |                        |              |              |                     |              |              |               |               |               |                  |               |               |                       |                       |                       |        |
| Yun Shin-ee                 | Dual Moguls            | 9            | 14           | —                   | —            | —            | —             | —             | —             | ausgeschieden    | ausgeschieden | ausgeschieden | ausgeschieden         | ausgeschieden         | ausgeschieden         | 14     |
| Moon Seo-young              | Dual Moguls            | 11           | 5            | —                   | —            | —            | —             | —             | —             | ausgeschieden    | ausgeschieden | ausgeschieden | ausgeschieden         | ausgeschieden         | ausgeschieden         | 5      |
| Männer                      |                        |              |              |                     |              |              |               |               |               |                  |               |               |                       |                       |                       |        |
| Lee Yoon-seung              | Dual Moguls            | 12           | 1            | —                   | —            | —            | —             | —             | —             | Jiah Cohen       | 20            | 1             | Finale: Porter Huff   | 18                    | 1                     | Gold   |
| Kim Jin-suck                | Dual Moguls            | 9            | 13           | —                   | —            | —            | —             | —             | —             | ausgeschieden    | ausgeschieden | ausgeschieden | ausgeschieden         | ausgeschieden         | ausgeschieden         | 13     |
| Mixed                       |                        |              |              |                     |              |              |               |               |               |                  |               |               |                       |                       |                       |        |
| Yun Shin-ee Lee Yoon-seung  | Mixed Team Dual Moguls | —            | —            | Tlapáková / Zvalený | 60           | 1            | Moon / Kim    | 39            | 1             | McLarnon / Cohen | 35            | 1             | Finale: Lemley / Huff | 27                    | 2                     | Silber |
| Moon Seo-young Kim Jin-suck | Mixed Team Dual Moguls | —            | —            | Li / Long           | 36           | 1            | Yun / Lee     | 31            | 2             | ausgeschieden    | ausgeschieden | ausgeschieden | ausgeschieden         | ausgeschieden         | ausgeschieden         | 5      |

| Athleten      | Wettbewerbe | Vorrunde | Halbfinale    | Finale/Kleines Finale | Rang |
| Athleten      | Wettbewerbe | Rang     | Rang          | Rang                  | Rang |
| ------------- | ----------- | -------- | ------------- | --------------------- | ---- |
| Männer        |             |          |               |                       |      |
| Yu Ho-jun     | Skicross    | 12       | ausgeschieden | ausgeschieden         | 24   |
| Lee Jeong-min | Skicross    | 14       | ausgeschieden | ausgeschieden         | 27   |

| Athleten       | Wettbewerb | Qualifikation | Qualifikation | Finale        | Finale        | Rang |
| Athleten       | Wettbewerb | Punkte        | Rang          | Punkte        | Rang          | Rang |
| -------------- | ---------- | ------------- | ------------- | ------------- | ------------- | ---- |
| Männer         |            |               |               |               |               |      |
| Moon Hee-sung  | Halfpipe   | 55,50         | 10            | 43,25         | 10            | 10   |
| Shin Dong-ho   | Halfpipe   | 21,75         | 14            | ausgeschieden | ausgeschieden | 14   |
| Choi Kang-hoon | Slopestyle | 29,25         | 21            | ausgeschieden | ausgeschieden | 21   |
| Choi Kang-hoon | Big Air    | 11,75         | 22            | ausgeschieden | ausgeschieden | 22   |
| Lee Seo-jun    | Slopestyle | 54,00         | 15            | ausgeschieden | ausgeschieden | 15   |
| Lee Seo-jun    | Big Air    | 49,75         | 19            | ausgeschieden | ausgeschieden | 19   |
| Frauen         |            |               |               |               |               |      |
| Lee So-young   | Halfpipe   | 32,00         | 6             | 20,25         | 6             | 6    |

### Rennrodeln
| Athleten                                            | Wettbewerb   | Lauf 1   | Lauf 1 | Lauf 2   | Lauf 2 | Gesamt       | Gesamt |
| Athleten                                            | Wettbewerb   | Zeit     | Rang   | Zeit     | Rang   | Zeit         | Rang   |
| --------------------------------------------------- | ------------ | -------- | ------ | -------- | ------ | ------------ | ------ |
| Frauen                                              |              |          |        |          |        |              |        |
| Kim So-yoon                                         | Einsitzer    | 49,103 s | 12     | 48,899 s | 9      | 1:38,002 min | 9      |
| Park Ji-ye                                          | Einsitzer    | 49,194 s | 13     | 49,176 s | 11     | 1:38,370 min | 12     |
| Männer                                              |              |          |        |          |        |              |        |
| Kim Bok-eun                                         | Einsitzer    | 47,572 s | 11     | 47,474 s | 13     | 1:35,046 min | 11     |
| Kim Ha-yoon Bae Jae-seong                           | Doppelsitzer | 48,898 s | 7      | 49,813 s | 9      | 1:38,711 min | 8      |
| Mixed                                               |              |          |        |          |        |              |        |
| Kim So-yoon Kim Bok-eun Kim Ha-yoon / Bae Jae-seong | Teamstaffel  | —        | —      | —        | —      | 2:32,910 min | 4      |

### Shorttrack
| Athleten                                          | Wettbewerb | Vorläufe     | Vorläufe | Viertelfinale | Viertelfinale | Halbfinale    | Halbfinale    | Finale A/B    | Finale A/B    | Rang          |
| Athleten                                          | Wettbewerb | Zeit         | Rang     | Zeit          | Rang          | Zeit          | Rang          | Zeit          | Rang          | Rang          |
| ------------------------------------------------- | ---------- | ------------ | -------- | ------------- | ------------- | ------------- | ------------- | ------------- | ------------- | ------------- |
| Frauen                                            |            |              |          |               |               |               |               |               |               |               |
| Jung Jae-hee                                      | 500 m      | 44,739 s     | 1        | 44,327 s      | 1             | 44,637 s      | 2             | 45,018 s      | 3             | Bronze        |
| Jung Jae-hee                                      | 1000 m     | 1:37,899 min | 1        | 1:32,608 min  | 1             | 1:49,337 min  | 4             | 1:32,447 min  | 2             | 7             |
| Jung Jae-hee                                      | 1500 m     | —            | —        | 2:22,608 min  | 1             | 2:26,762 min  | 1             | 2:54,809 min  | 7             | 7             |
| Kang Min-ji                                       | 500 m      | 44,514 s     | 1        | 44,760 s      | 1             | 44,328 s      | 2             | 44,484 s      | 2             | Silber        |
| Kang Min-ji                                       | 1000 m     | 1:37,969 min | 1        | 1:32,476 min  | 1             | 2:13,974 min  | 5             | 1:32,012 min  | 1             | 6             |
| Kang Min-ji                                       | 1500 m     | —            | —        | 2:40,028 min  | 1             | 2:27,378 min  | 4             | 2:42,962 min  | 1             | 8             |
| Männer                                            |            |              |          |               |               |               |               |               |               |               |
| Joo Jae-hee                                       | 500 m      | 42,499 s     | 2        | 1:02,227 min  | 5             | ausgeschieden | ausgeschieden | ausgeschieden | ausgeschieden | ausgeschieden |
| Joo Jae-hee                                       | 1000 m     | 1:36,033 min | 1        | 1:29,839 min  | 1             | 1:25,579 min  | 1             | 2:31,327 min  | 4             | 4             |
| Joo Jae-hee                                       | 1500 m     | —            | —        | 2:16,239 min  | 1             | 2:32,616 min  | 1             | 2:21,906 min  | 1             | Gold          |
| Kim Yoo-sung                                      | 500 m      | 42,685 s     | 1        | 42,035 s      | 4             | ausgeschieden | ausgeschieden | ausgeschieden | ausgeschieden | ausgeschieden |
| Kim Yoo-sung                                      | 1000 m     | 1:32,293 min | 1        | 1:27,506 min  | 1             | 1:26,488 min  | 4             | 1:29,930 min  | 2             | 7             |
| Kim Yoo-sung                                      | 1500 m     | —            | —        | 2:29,908 min  | 1             | 2:21,960 min  | 1             | 2:22,148 min  | 3             | Bronze        |
| Jung Jae-hee Kang Min-ji Joo Jae-hee Kim Yoo-sung | Staffel    | —            | —        | —             | —             | 3:14,302 min  | 4             | 2:45,830 min  | 1             | 5             |

### Skeleton
| Athleten     | Lauf 1  | Lauf 1 | Lauf 2  | Lauf 2 | Gesamt      | Gesamt |
| Athleten     | Zeit    | Rang   | Zeit    | Rang   | Zeit        | Rang   |
| ------------ | ------- | ------ | ------- | ------ | ----------- | ------ |
| Frauen       |         |        |         |        |             |        |
| Kim Ye-rim   | 56,00 s | 11     | 56,05 s | 10     | 1:52,05 min | 11     |
| Chung Yee-un | 55,61 s | 7      | 55,29 s | 6      | 1:50,90 min | 7      |
| Männer       |         |        |         |        |             |        |
| Shin Yeon-su | 52,85 s | 2      | 53,20 s | 4      | 1:46,05 min | Bronze |

### Ski Alpin
| Athleten         | Wettbewerb         | Lauf 1      | Lauf 1 | Lauf 2      | Lauf 2 | Gesamt      | Gesamt |
| Athleten         | Wettbewerb         | Zeit        | Rang   | Zeit        | Rang   | Zeit        | Rang   |
| ---------------- | ------------------ | ----------- | ------ | ----------- | ------ | ----------- | ------ |
| Frauen           |                    |             |        |             |        |             |        |
| Choi Ye-rin      | Super-G            | —           | —      | —           | —      | 59,24 s     | 42     |
| Choi Ye-rin      | Alpine Kombination | 1:01,73 min | 44     | 1:01,34 min | 31     | 2:03,07 min | 30     |
| Choi Ye-rin      | Riesenslalom       | DSQ         | DSQ    | DSQ         | DSQ    | DSQ         | DSQ    |
| Choi Ye-rin      | Slalom             | 55,47 s     | 35     | 53,66 s     | 26     | 1:49,13 min | 26     |
| Chung Seung-yeon | Super-G            | —           | —      | —           | —      | 59,44 s     | 43     |
| Chung Seung-yeon | Alpine Kombination | 1:02,09 min | 45     | 1:04,47 min | 34     | 2:06,56 min | 32     |
| Chung Seung-yeon | Riesenslalom       | 56,66 s     | 40     | 1:01,12 min | 32     | 1:57,78 min | 32     |
| Chung Seung-yeon | Slalom             | 1:05,21 min | 54     | 1:00,24 min | 36     | 2:05,45 min | 38     |
| Lee Nay-ae       | Super-G            | —           | —      | —           | —      | 1:00,63 min | 44     |
| Lee Nay-ae       | Alpine Kombination | 1:02,63 min | 46     | DNF         | DNF    | DNF         | DNF    |
| Lee Nay-ae       | Riesenslalom       | 53,23 s     | 26     | 56,09 s     | 20     | 1:49,32 min | 21     |
| Lee Nay-ae       | Slalom             | 57,78 s     | 45     | 55,52 s     | 33     | 1:53,30 min | 34     |
| Männer           |                    |             |        |             |        |             |        |
| Kim Se-hyun      | Super-G            | —           | —      | —           | —      | 57,35 s     | 37     |
| Kim Se-hyun      | Alpine Kombination | 58,29 s     | 40     | DNF         | DNF    | DNF         | DNF    |
| Kim Se-hyun      | Riesenslalom       | 51,22 s     | 23     | 47,43 s     | 20     | 1:38,65 min | 20     |
| Kim Se-hyun      | Slalom             | DNF         | DNF    | DNF         | DNF    | DNF         | DNF    |
| Kim Joo-hyun     | Super-G            | —           | —      | —           | —      | 58,21 s     | 40     |
| Kim Joo-hyun     | Alpine Kombination | DNF         | DNF    | DNF         | DNF    | DNF         | DNF    |
| Kim Joo-hyun     | Riesenslalom       | 52,20 s     | 36     | 48,12 s     | 25     | 1:40,62 min | 26     |
| Kim Joo-hyun     | Slalom             | 49,61 s     | 26     | DNF         | DNF    | DNF         | DNF    |
| Lee Hyun-ho      | Super-G            | —           | —      | —           | —      | DNF         | DNF    |
| Lee Hyun-ho      | Alpine Kombination | 59,22 s     | 45     | 1:00,86 min | 28     | 2:00,08 min | 30     |
| Lee Hyun-ho      | Riesenslalom       | 52,68 s     | 38     | 48,45 s     | 28     | 1:41,13 min | 28     |
| Lee Hyun-ho      | Slalom             | 52,11 s     | 42     | DNF         | DNF    | DNF         | DNF    |

| Athleten               | Wettbewerbe | Achtelfinale | Achtelfinale | Viertelfinale | Viertelfinale | Halbfinale    | Halbfinale    | Finale        | Finale        | Rang |
| Athleten               | Wettbewerbe | Gegner       | Punkte       | Gegner        | Punkte        | Gegner        | Punkte        | Gegner        | Punkte        | Rang |
| ---------------------- | ----------- | ------------ | ------------ | ------------- | ------------- | ------------- | ------------- | ------------- | ------------- | ---- |
| Mixed                  |             |              |              |               |               |               |               |               |               |      |
| Lee Nay-ae Kim Se-hyun | Mannschaft  | SUI          | 1:3          | ausgeschieden | ausgeschieden | ausgeschieden | ausgeschieden | ausgeschieden | ausgeschieden | 16   |

### Skilanglauf
| Athleten                                          | Wettbewerb       | Zeit        | Rang |
| ------------------------------------------------- | ---------------- | ----------- | ---- |
| Frauen                                            |                  |             |      |
| Heo Bug-yeong                                     | 7,5 km klassisch | 26:53,6 min | 48   |
| Yu Da-yeon                                        | 7,5 km klassisch | 30:05,7 min | 62   |
| Kang Ha-neul                                      | 7,5 km klassisch | 29:12,2 min | 57   |
| Männer                                            |                  |             |      |
| Song Chan-min                                     | 7,5 km klassisch | 23:39,0 min | 54   |
| Kim Woo-seok                                      | 7,5 km klassisch | 24:17,7 min | 57   |
| Kim Ga-on                                         | 7,5 km klassisch | 22:53,4 min | 49   |
| Mixed                                             |                  |             |      |
| Heo Bug-yeong Kim Ga-on Kang Ha-neul Kim Woo-seok | 4 × 5 km Staffel | 1:02:00,1 h | 20   |

| Athleten      | Wettbewerbe     | Qualifikation | Qualifikation | Viertelfinale | Viertelfinale | Halbfinale    | Halbfinale    | Finale        | Finale        | Rang |
| Athleten      | Wettbewerbe     | Zeit          | Rang          | Zeit          | Rang          | Zeit          | Rang          | Zeit          | Rang          | Rang |
| ------------- | --------------- | ------------- | ------------- | ------------- | ------------- | ------------- | ------------- | ------------- | ------------- | ---- |
| Frauen        |                 |               |               |               |               |               |               |               |               |      |
| Heo Bug-yeong | Sprint Freistil | 1:34,4 min    | 51            | ausgeschieden | ausgeschieden | ausgeschieden | ausgeschieden | ausgeschieden | ausgeschieden | 51   |
| Kang Ha-neul  | Sprint Freistil | 1:38,9 min    | 58            | ausgeschieden | ausgeschieden | ausgeschieden | ausgeschieden | ausgeschieden | ausgeschieden | 58   |
| Yoo Da-yeon   | Sprint Freistil | 1:45,2 min    | 68            | ausgeschieden | ausgeschieden | ausgeschieden | ausgeschieden | ausgeschieden | ausgeschieden | 68   |
| Männer        |                 |               |               |               |               |               |               |               |               |      |
| Song Chan-min | Sprint Freistil | 3:33,79 min   | 59            | ausgeschieden | ausgeschieden | ausgeschieden | ausgeschieden | ausgeschieden | ausgeschieden | 58   |
| Kim Woo-seok  | Sprint Freistil | 3:27,29 min   | 52            | ausgeschieden | ausgeschieden | ausgeschieden | ausgeschieden | ausgeschieden | ausgeschieden | 51   |
| Kim Ga-on     | Sprint Freistil | 3:23,44 min   | 47            | ausgeschieden | ausgeschieden | ausgeschieden | ausgeschieden | ausgeschieden | ausgeschieden | 46   |

### Skispringen
| Athleten        | Wettbewerb    | 1, Durchgang | 1, Durchgang | 1, Durchgang | 2, Durchgang | 2, Durchgang | 2, Durchgang | Gesamt | Gesamt |
| Athleten        | Wettbewerb    | Weite        | Punkte       | Rang         | Weite        | Punkte       | Rang         | Punkte | Rang   |
| --------------- | ------------- | ------------ | ------------ | ------------ | ------------ | ------------ | ------------ | ------ | ------ |
| Männer          |               |              |              |              |              |              |              |        |        |
| Yang Seung-chan | Normalschanze | 87,5 m       | 73,9         | 22           | 87,0 m       | 70,7         | 21           | 144,6  | 21     |
| Jang Sun-woong  | Normalschanze | 84,5 m       | 67,7         | 24           | 85,0 m       | 70,5         | 23           | 138,2  | 23     |

### Snowboard
| Athleten       | Wettbewerb | Qualifikation | Qualifikation | Finale        | Finale        | Rang |
| Athleten       | Wettbewerb | Punkte        | Rang          | Punkte        | Rang          | Rang |
| -------------- | ---------- | ------------- | ------------- | ------------- | ------------- | ---- |
| Frauen         |            |               |               |               |               |      |
| Choi Seo-woo   | Slopestyle | 29,75         | 15            | ausgeschieden | ausgeschieden | 15   |
| Choi Seo-woo   | Big Air    | 49,25         | 15            | ausgeschieden | ausgeschieden | 15   |
| Choi Seo-woo   | Halfpipe   | 48,75         | 10            | 40,75         | 10            | 10   |
| Heo Young-hyun | Halfpipe   | 33,00         | 15            | ausgeschieden | ausgeschieden | 15   |
| Yu Seung-eun   | Slopestyle | DNS           | DNS           | DNS           | DNS           | DNS  |
| Männer         |            |               |               |               |               |      |
| Lee Chae-un    | Slopestyle | 58,50         | 7             | 96,00         | 1             | Gold |
| Lee Chae-un    | Big Air    | DNS           | DNS           | DNS           | DNS           | DNS  |
| Lee Chae-un    | Halfpipe   | 89,50         | 1             | 88,50         | 1             | Gold |
| Lee Dong-heon  | Slopestyle | 15,25         | 23            | ausgeschieden | ausgeschieden | 23   |
| Lee Dong-heon  | Big Air    | DNS           | DNS           | DNS           | DNS           | DNS  |
| Lee Ji-o       | Halfpipe   | 73,00         | 6             | 79,50         | 5             | 5    |
| Kang Dong-hun  | Slopestyle | DNS           | DNS           | DNS           | DNS           | DNS  |
| Kang Dong-hun  | Big Air    | DNS           | DNS           | DNS           | DNS           | DNS  |

| Athleten               | Wettbewerbe               | Vorrunde | Halbfinale    | Finale/Kleines Finale | Rang |
| Athleten               | Wettbewerbe               | Rang     | Rang          | Rang                  | Rang |
| ---------------------- | ------------------------- | -------- | ------------- | --------------------- | ---- |
| Frauen                 |                           |          |               |                       |      |
| Hwang Selim            | Snowboardcross            | 11       | ausgeschieden | ausgeschieden         | 22   |
| Männer                 |                           |          |               |                       |      |
| Joo Yi-tak             | Snowboardcross            | 14       | ausgeschieden | ausgeschieden         | 27   |
| Kim Ye-bin             | Snowboardcross            | 12       | ausgeschieden | ausgeschieden         | 23   |
| Mixed                  |                           |          |               |                       |      |
| Kim Ye-bin Hwang Selim | Mixed-Team Snowboardcross | DNF      | ausgeschieden | ausgeschieden         | 17   |